# Gorknitz
Gorknitz ist ein Ortsteil der Stadt Dohna im Landkreis Sächsische Schweiz-Osterzgebirge, Sachsen. Er gehört zur Ortschaft Röhrsdorf.

## Geographie
Gorknitz liegt etwa zwei Kilometer westlich der Dohnaer Altstadt. Es befindet sich auf der Hochfläche zwischen Müglitz im Osten und Lockwitzbach im Westen südlich des Elbtalkessels. Gorknitz befindet sich an einem kleinen Bach, der nach Osten durch den Alten Gamig zur Rietzschke und damit zur Müglitz hin abfließt. Der um Borthen und Röhrsdorf betriebene Obstbau prägt auch Sürßen und sein unmittelbares Umland.
Angrenzende Dohnaer Ortsteile sind Sürßen im Süden, Tronitz im Südwesten, Röhrsdorf im Westen, Bosewitz im Norden, Gamig im Nordosten sowie das Dohnaer Stadtzentrum im Osten.
In Gorknitz kreuzen sich die Straßen von Bosewitz nach Sürßen und von Gamig nach Röhrsdorf. Letztere heißt Gorknitzer Straße und ist die einzige benannte Straße im Ort. Westlich der Kreuzung liegt der Dorfkern von Gorknitz, der aus zwei Rundlingen besteht. Rund um die Kreuzung sowie östlich davon an der Straße nach Gamig haben sich Kleinsiedlungen gebildet, die ebenfalls zu Gorknitz gehören. An den ÖPNV ist Gorknitz über die Buslinie B des Reisedienstes Dreßler angebunden.

## Geschichte

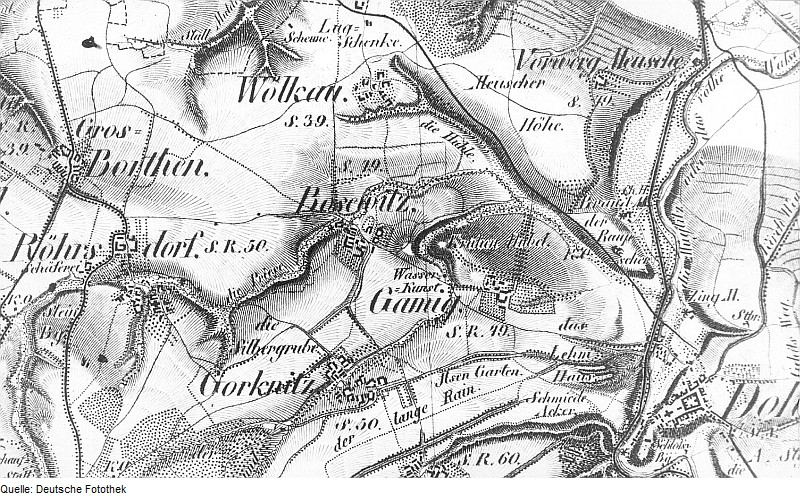
Gorknitz auf einer Karte aus dem 19. Jahrhundert

Die Urform des aus dem Altsorbischen stammenden Ortsnamens lautete wohl *Korkonoš- und ist damit identisch mit Krkonoše, dem tschechischen Namen des Riesengebirges. Er lässt sich zurückführen auf die urslawische Wurzel *krk („Knieholz“) sowie *nos („tragen“) und bedeutet somit „Siedlung der Knieholzträger“. Es könnte sich dabei um einen Rodungsnamen oder um die Übertragung eines Flur- oder Gebirgsnamens auf den Ort gehandelt haben. Eine weitere Deutungsmöglichkeit ist das altsorbische *Korkonosy („Halsträger“), ein Spottname. Auch der Name des Nachbarortes Sürßen wird als Spottname erklärt.
Erstmals erwähnt wurde der Ortsname 1321 als „Chorkenuz“. Weitere Urkunden aus dem 14. Jahrhundert nennen den Ort „Korkenas“, „Gorkewicz“ und „Korgkanus“. Auch in den folgenden Jahrhunderten waren noch vielfältige andere Schreibweisen in Gebrauch, darunter „Korgkenisch“, „Korkonos“, „Gorkenicz“, „Korkenuß“, „Korknis“ und „Gorckewitz“. Noch 1791 fanden die Formen „Gorcknitz“ und „Korcknitz“ nebeneinander Verwendung.
Gorknitz entstand aus zwei Rundlingen, weshalb die Dorfanlage auch als Doppelrundling bezeichnet wird. Sie liegen unmittelbar nördlich bzw. südlich des Baches. Der Ort liegt innerhalb einer 254 Hektar großen Blockflur. Die Grundherrschaft übten 1551 die Besitzer des Rittergutes Borthen aus, ab dem 17. Jahrhundert dann die Herren des Rittergutes Röhrsdorf. Die Verwaltung von Gorknitz oblag zunächst der Pflege Dohna, seit dem 16. Jahrhundert dem Amt Pirna und 1856 dann dem Gerichtsamt Pirna. Auf Grundlage der Landgemeindeordnung von 1838 erlangte Gorknitz Selbstständigkeit als Landgemeinde. Diese war 1874 Teil der Amtshauptmannschaft Pirna. Am 1. Juli 1950 wurden Sürßen, Tronitz sowie Bosewitz mit den Ortsteilen Gamig und Meuscha nach Gorknitz eingemeindet, das ab 1952 zum Kreis Pirna zählte. Am 1. Januar 1993 fusionierte die Gemeinde Gorknitz mit Borthen und Röhrsdorf zur neuen Gemeinde Röhrsdorf. Seit deren Eingemeindung in die Stadt Dohna zum 1. Januar 1999 gehört Gorknitz zu Dohna.
Im Westen der Flur Gorknitz, südlich der Ortslage Röhrsdorf, liegt die Wüste Mark Olbersdorf. Olberndorf wurde 1350 erstmals als „Alberndorf“ erwähnt und war bereits im 16. Jahrhundert eine Wüstung. In Gorknitz stehen zwei alte Steinkreuze: eines am östlichen Ortsausgang, das andere etwas weiter östlich an der Straße nach Gamig. Seit 1836 war Gorknitz Mitglied im Schulverband Sürßen. Die Freiwillige Feuerwehr Gorknitz wurde 1939 gegründet. Im Jahre 1961 entstand in Gorknitz ein Sportplatz, auf dem heute der LSV Gorknitz 61 e. V. seine Heimspiele austrägt. Eingepfarrt war und ist der Ort in die Dohnaer Marienkirche.

## Einwohnerentwicklung
| Jahr    | Einwohner                               |
| ------- | --------------------------------------- |
| 1547/52 | 13 besessene Mann, 32 Inwohner          |
| 1764    | 13 besessene Mann, 2 Gärtner, 3 Häusler |
| 1834    | 148                                     |
| 1871    | 149                                     |
| 1890    | 164                                     |
| 1910    | 236                                     |
| 1925    | 265                                     |
| 1939    | 342                                     |
| 1946    | 421                                     |
| 1950    | 1002                                    |
| 1964    | 730                                     |
| 1990    | 520                                     |

## Persönlichkeiten
- Friedrich Ferdinand Gottlieb von Globig (1771–1852), kursächsischer Geheimer Rat, Oberkammerherr und Besitzer des Ritterguts Sürssen